# Asociación Internacional de Tipografía
La Asociación Internacional de Tipografía (ATypI, acrónimo de Association Typographique Internationale, en francés) es un organismo internacional sin fines de lucro dedicado a la tipografía, fundado en 1957 por el francés Charles Peignot. Sus miembros —entre los que hay diseñadores de tipos, diseñadores gráficos y representantes de fundiciones tipográficas, entre otros— están distribuidos alrededor del mundo.

## Conferencias
Cada año, la ATypI organiza una conferencia en un país distinto, generalmente durante los meses de septiembre u octubre. Estas se organizan con la colaboración de organismos e instituciones regionales.
| N.º | Año  | Ciudad             | País            | Sitio web                                                   |
| --- | ---- | ------------------ | --------------- | ----------------------------------------------------------- |
| 1   | 1957 | Lausana            | Suiza           |                                                             |
| 2   | 1958 | Düsseldorf         | Alemania        |                                                             |
| 3   | 1959 | París              | Francia         |                                                             |
| 4   | 1960 | París              | Francia         |                                                             |
| 5   | 1961 | Zandvoort          | Países Bajos    |                                                             |
| 6   | 1962 | Verona             | Italia          |                                                             |
| 7   | 1963 | Vienna             | Austria         |                                                             |
| 8   | 1964 | Cambridge          | Reino Unido     |                                                             |
| 9   | 1965 | Zúrich             | Suiza           |                                                             |
| 10  | 1966 | Mainz              | Alemania        |                                                             |
| 11  | 1967 | París              | Francia         |                                                             |
| 12  | 1968 | Frankfurt am Main  | Alemania        |                                                             |
| 13  | 1969 | Praga              | República Checa | *                                                           |
| 14  | 1970 | Bruges             | Bélgica         |                                                             |
| 15  | 1971 | Londres            | Reino Unido     |                                                             |
| 16  | 1972 | Barcelona          | España          |                                                             |
| 17  | 1973 | Copenhague         | Dinamarca       |                                                             |
| 18  | 1974 | París              | Francia         |                                                             |
| 19  | 1975 | Varsovia           | Polonia         |                                                             |
| 20  | 1976 | Hamburgo           | Alemania        |                                                             |
| 21  | 1977 | Lausana            | Suiza           |                                                             |
| 22  | 1978 | Múnich             | Alemania        |                                                             |
| 23  | 1979 | Viena              | Austria         |                                                             |
| 24  | 1980 | Basilea            | Suiza           |                                                             |
| 25  | 1981 | Maguncia           | Alemania        |                                                             |
| 26  | 1982 | Beaune             | Francia         |                                                             |
| 27  | 1983 | Berlín             | Alemania        |                                                             |
| 28  | 1984 | Londres            | Reino Unido     |                                                             |
| 29  | 1985 | Kiel               | Alemania        |                                                             |
| 30  | 1986 | Basilea            | Suiza           |                                                             |
| 31  | 1987 | Nueva York         | Estados Unidos  |                                                             |
| 32  | 1988 | Fráncfort del Meno | Alemania        |                                                             |
| 33  | 1989 | París              | Francia         |                                                             |
| 34  | 1990 | Oxford             | Reino Unido     |                                                             |
| 35  | 1991 | Parma              | Italia          |                                                             |
| 36  | 1992 | Budapest           | Hungría         |                                                             |
| 37  | 1993 | Amberes            | Bélgica         |                                                             |
| 38  | 1994 | San Francisco      | Estados Unidos  |                                                             |
| 39  | 1995 | Barcelona          | España          |                                                             |
| 40  | 1996 | La Haya            | Países Bajos    |                                                             |
| 41  | 1997 | Reading            | Reino Unido     | *                                                           |
| 42  | 1998 | Lyon               | Francia         | *                                                           |
| 43  | 1999 | Boston             | Estados Unidos  | *                                                           |
| 44  | 2000 | Lipsia             | Alemania        | *                                                           |
| 45  | 2001 | Copenhague         | Dinamarca       | *                                                           |
| 46  | 2002 | Roma               | Italia          | *                                                           |
| 47  | 2003 | Vancouver          | Canadá          | *                                                           |
| 48  | 2004 | Praga              | República Checa | *                                                           |
| 49  | 2005 | Helsinki           | Finlandia       | *                                                           |
| 50  | 2006 | Lisboa             | Portugal        | *                                                           |
| 51  | 2007 | Brighton           | Reino Unido     | *                                                           |
| 52  | 2008 | San Petersburgo    | Rusia           | *                                                           |
| 53  | 2009 | Ciudad de México   | México          | *                                                           |
| 54  | 2010 | Dublín             | Irlanda         | *                                                           |
| 55  | 2011 | Reikiavik          | Islandia        | * Archivado el 30 de septiembre de 2011 en Wayback Machine. |
| 56  | 2012 | Hong Kong          | China           | [ 2 ]                                                       |
| 57  | 2013 | Ámsterdam          | Países Bajos    | *                                                           |
| 58  | 2014 | Barcelona          | España          | * Archivado el 8 de octubre de 2014 en Wayback Machine.     |
| 59  | 2016 | São Paulo          | Brasil          | * Archivado el 18 de febrero de 2017 en Wayback Machine.    |
| 60  | 2016 | Varsovia           | Polonia         | *                                                           |

Próxima conferencia es en Montreal, Canadá * Archivado el 7 de agosto de 2019 en Wayback Machine.